# Sopronkőhida
Sopronkőhida (németül Steinambrückl) Sopron egyik városrésze, kertes családi házas övezet.

## Fekvése
Sopron központjától északkeletre 4, az osztrák-magyar határtól délre 5, Fertőrákostól nyugatra 2 kilométerre fekszik. Főutcája a 8527-es út, de a közelében – északi határszélétől alig néhány lépésre – indul a 8532-es út is, amely az országhatárig, illetve a Páneurópai piknik emlékhelyig vezet.

## Története
2007-től működik a Sopronkőhida-Tómalom-Jánostelep Településrészi Önkormányzat. 

## Nevezetességek
- Feltárt frank-avar temető a 9. század második harmadából.
- A Sopronkőhidai Fegyház és Börtön 1886-ban létesült.
- Néhány kilométerre innen (a már Fertőrákoshoz tartozó Piuszpuszta mellett, a 8532-es út határátkelőhelyénél) zajlott 1989. augusztus 19-én a Páneurópai piknik.
- Sopronkőhidai homokbánya miocén turritellás homokkal.